# BlackBerry Messenger
BlackBerry Messenger, thường được biết đến với tên gọi BBM, là một ứng dụng dịch vụ tin nhắn nhanh tán gẫu và gọi video thoại của công ty BlackBerry Limited. Phần mềm phát triển độc quyền đã được cài đặt sẵn trên tất cả các thiết bị Blackberry.
BBM là một trong những nền tảng nhắn tin tức thời đầu tiên xuất hiện trên các thiết bị di động vào năm 2005. Vào tháng 10 năm 2013, dịch vụ cũng đã được phát hành sử dụng giao tiếp cho đa nền tảng như iOS, Android, và người sử dụng Windows Mobile.
Do các vấn đề tài chính và cạnh tranh từ các đối thủ công nghệ trên thị trường, ứng dụng BBM Consumer dành cho Android và iOS đã ngừng hoạt động vào ngày 31 tháng 5 năm 2019. Tuy nhiên, ứng dụng BBM Enterprise là BBMe, trả phí dành cho doanh nghiệp vẫn hoạt động bình thường và được hỗ trợ trên các nền tảng.

## Lịch sử và phát triển
BlackBerry Messenger được BlackBerry Limited ra mắt đầu tiên vào ngày 1 tháng 8 năm 2005.
Với việc phát hành phiên bản đầu tiên, mọi người có thể chọn sử dụng tài khoản BBM gắn với BlackBerry PINs duy nhất của họ thay vì gửi một tin nhắn văn bản thông thường. Tuy nhiên, nó không hoàn hảo. BBM trông giống như phiên bản đầu tiên của WhatsApp. Các bong bóng văn bản lộn xộn khiến giao diện người dùng cảm thấy lộn xộn khi điều hướng giữa các tin nhắn. Bất chấp những điểm yếu của BBM, nó đã trở thành ứng dụng của người dùng phổ biến xác định chính như: trò chuyện nhóm và sự tương đồng nổi bật với các nền tảng IM trên máy tính để bàn như AIM.
Vào tháng 8 năm 2009, BlackBerry Messenger 5.0 cho phép người dùng sử dụng Mã QR để thêm bạn bè vào danh sách tương ứng của họ thay vì chỉ sử dụng nhận dạng mã PIN số hoặc địa chỉ email được liên kết với BlackBerry của người dùng. Các thiết bị BlackBerry gần đây cũng có thể trao đổi danh bạ BBM bằng công nghệ giao tiếp trường gần. Người dùng cũng có thể đặt ảnh động làm ảnh đại diện, mặc dù định dạng GIF có giới hạn kích thước 32KB.
Việc phát hành BlackBerry Messenger 6.0 vào năm 2011, đã giới thiệu các đặc điểm bổ sung. Bản cập nhật này tập trung vào các phương tiện giao tiếp xã hội, bao gồm 'Ứng dụng được kết nối BBM', cho phép người dùng mời bạn bè chia sẻ Ứng dụng BlackBerry yêu thích của họ. Trong khi đó, BlackBerry Messenger phiên bản 7.0 giới thiệu vào tháng 12 năm 2012, hỗ trợ tính năng trò chuyện video thoại (BBM Voice Call).
RIM đã tạo dựng được tên tuổi trong các doanh nghiệp và chính phủ, nhưng sau đó nó bắt đầu tiếp cận một đối tượng mới quan trọng là người tiêu dùng trẻ tuổi. Đến năm 2013, BBM đạt mốc 60 triệu người dùng hoạt động hàng tháng.
BBM Protected (sau này đổi tên là BBM Enterprise), một trình nhắn tin cao cấp cho doanh nghiệp được mã hóa "an toàn" và ra mắt vào tháng 6 năm 2014.
Vào ngày 27 tháng 6 năm 2016, Tập đoàn Emtek có trụ sở tại Indonesia đã mua lại quyền cấp phép cho BBM. BlackBerry Limited sẽ cung cấp API BBM cho Emtek như một phần của thỏa thuận trị giá 207 triệu USD kéo dài 6 năm. Vào năm 2017, các máy chủ BBM đã chuyển từ trung tâm dữ liệu ở Canada sang trung tâm dữ liệu dựa trên Google Cloud Platform ở Châu Á.
Theo tiêu chuẩn của năm 2019, BBM được bảo vệ tương đối yếu so với trước đây đã sử dụng một hình thức mã hóa. Điều này khiến BlackBerry phải đối mặt với các cơ quan thực thi pháp luật. Vào ngày 18 tháng 4 năm 2019, BlackBerry thông báo rằng họ sẽ ngừng cung cấp dịch vụ BBM cho người tiêu dùng trên toàn cầu vào ngày 31 tháng 5 năm đó (người dùng có thể chuyển sang BBMe trả phí, đây là phiên bản hướng đến các doanh nghiệp lớn của BlackBerry).

## Tính năng
- Gửi và nhận tin nhắn văn bản không giới hạn số lượng ký tự
- Thông báo trạng thái gửi và truy xuất / đọc
- Gửi các loại tệp (ví dụ: hình ảnh, tin nhắn thoại, phim ngắn, nhạc, tệp PDF, v.v.)
- Nhóm để trò chuyện với nhiều người dùng và các chức năng chia sẻ hình ảnh, cuộc hẹn và danh sách
- Giao tiếp trong trò chơi mà không cần thay đổi ứng dụng
- Cuộc gọi qua WiFi hoặc mạng di động
- Cuộc gọi video qua WiFi hoặc mạng di động (chỉ có thể thực hiện giữa hai thiết bị Blackberry, kể từ tháng 2 năm 2014)
- "Kênh" để gửi tin nhắn, hình ảnh, v.v. cho tất cả người đăng ký kênh cùng một lúc
- Xem màn hình của đối tác trò chuyện (chỉ có thể kết nối giữa hai thiết bị Blackberry, kể từ tháng 7 năm 2014)
- Lên danh sách thông báo hoặc phân chia công việc.
- Thêm bạn bè thông qua chức năng quét mã vạch hoặc nhập mã PIN BlackBerry.
- Do bảo mật cao, mã PIN cần đăng kí dịch vụ BIS/BES thông qua server riêng của RIM và chỉ sử dụng cho một thiết bị di động.
- Thực hiện các giao dịch PayPal giữa các đối tác trò chuyện.[19]

## Người dùng
Vào tháng 5 năm 2011, RIM tuyên bố có 43 triệu người dùng BlackBerry Messenger đang hoạt động trên toàn thế giới.
Từ năm 2013 đến năm 2014, số lượng người dùng BBM tăng mạnh, lên đến hơn 100 triệu. Có hơn 190 triệu người dùng BBM trên toàn thế giới vào năm 2015.
Năm 2016, BBM đạt hơn 889 triệu người dùng từ khắp nơi trên thế giới và đứng thứ 2 trong top ứng dụng nhắn tin (vị trí đầu tiên thuộc về Telegram).
Tính đến tháng 1 năm 2018, có ít nhất 63 triệu người dùng hàng tháng ở Indonesia.

## Kiện tụng
Vào cuối tháng 12 năm 2011, BBM Canada đã kiện RIM vì vi phạm thương hiệu "BBM" của họ bằng cách sử dụng nó làm chữ viết tắt cho BlackBerry Messenger; BBM Canada đã sử dụng nó như một chủ nghĩa viết tắt cho tên cũ của họ từ Bureau of Broadcast Measurement (Cục Đo lường Truyền hình). Công ty trích dẫn rằng họ đã nhận được cuộc gọi từ những người dùng tin rằng công ty của họ đã kết nối với RIM.
Về phía RIM đã yêu cầu hủy bỏ vụ việc vì hai tổ chức thuộc các ngành khác nhau. Vụ kiện đã bị bác bỏ, và BBM Canada cuối cùng đã đổi tên thành "Numeris".
Các cuộc bạo loạn ở Luân Đôn vào năm 2011 đã dẫn đến sự chú ý của công chúng đối với dịch vụ này, sau khi cảnh sát Metropolitan đã lưu ý rằng bản chất của BBM được mã hóa các tin nhắn nên họ không thể nghe trộm thông tin liên lạc, nhưng như vậy, nó có thể xảy ra với các tin nhắn SMS cũ hơn, và vì BBM cho phép người dùng gửi một đến nhiều tin nhắn đến mạng liên lạc của họ, những người được kết nối bí mật bằng "BBM PINs" hơn hầu hết các điện thoại vào thời điểm đó.
Một chương trình phát thanh BBM được gửi vào lúc cao điểm của bạo loạn, kêu gọi "mọi người từ mọi phía của Luân Đôn" phá hoại các cửa hàng trên phố Oxford.